# 씽킹데이터
씽킹데이터(영어: ThinkingData)는 빅데이터 분석 서비스 제공 업체이다. 
현재 1000개 이상의 게임 기업에 서비스를 제공하고 있고, 6000개 이상의 게임에 빅데이터 분석 플랫폼(ThinkingEngine)이 연동되어 있다. 

## 소개
씽킹데이터는 데이터 수집, 저장, 모델링, 데이터 분석 및 시각화까지 실시간 통합 분석 솔루션을 제공한다. 시스템은 SaaS와 프라이빗을 지원하며, 9가지 분석 모듈과 운영 모듈 기능이 있다.
씽킹데이터는 "기업이 데이터를 잘 활용하도록 돕는다"는 미션을 가지고, 데이터 인식, 데이터 분석 방법, 데이터 분석 능력의 세 가지 측면에서 데이터 서비스를 제공한다.

## 연혁
- 2022년 9월: 차세대 빅데이터 분석 엔진 ThinkingEngine 출시
- 2022년 8월: GGV 1억 위안의 C+ 라운드 투자
- 2022년 6월: ThinkingData서비스 중인 게임 업체 700개 돌파
- 2022년 3월: Thinking Analytics 3.6이 출시, 전 세계 데이터 활용을 위한 데이터 인프라 제공
- 2021년 11월: 3.76억 위안 규모의 시리즈 C 라운드 투자
- 2021년 3월: 1억 위안 규모의 시리즈 B 라운드 투자
- 2020년 12월: Thinking Analytics 3.0이 출시
- 2019년 12월: 2500만 위안 규모의 시리즈 A+ 라운드 투자
- 2018년 5월: 대규모 데이터 분석 플랫폼 Thinking Analytics 1.0이 출시
- 2016년 5월: 게임 플레이어 여론 데이터 분석 플랫폼인 ThinkingGame이 출시
- 2015년 6월: 씽킹데이터(상하이) 정식으로 설립

## 수상
- 2020년 1월: '게임 포도 2019년도 우수 기업 서비스 제공자' 타이틀 획득 링크
- 2019년 12월: 씽킹데이터는 '게임 차이관 2019 최고의 게임 기업 서비스 상' 수상 링크

## 고객사
| 회사 이름        | 분류 | 대표 게임                |
| ---------------- | ---- | ------------------------ |
| Habby            | 게임 | 탕탕 특공대, 궁수의 전설 |
| IGG GAMES        | 게임 |                          |
| Garena           | 게임 |                          |
| Gravity          | 게임 |                          |
| VIC GAME STUDIOS | 게임 |                          |
| Treenod          | 게임 |                          |
| SMARTSTUDY GAMES | 게임 |                          |
| Qgames           | 게임 |                          |
| TEENY.studio     | 게임 |                          |
| HelloTalk        | SNS  |                          |
| IDaNote          | 게임 |                          |

## 서비스
ThinkingData가 제공하는 통합 데이터 분석 솔루션은 대규모 데이터 분석 플랫폼을 통해 데이터 수집, 저장, 모델링, 분석 및 시각화까지 지원한다.  
이 플랫폼은 다양한 산업과 시나리오에 걸쳐 기업의 맞춤형 데이터 요구를 충족시키며, 기업이 자체 데이터 센터를 신속하게 구축하고 데이터 마이닝 및 고급 분석을 수행할 수 있도록 설계되었다. 
플랫폼은 모든 장치에서 데이터를 수집하고, 다차원 분석을 통해 깊이 있는 통찰을 제공한다. 클라이언트 및 서버에서의 대규모 데이터 수집과 함께, 히스토리 로그 데이터의 관리를 지원하며, 주요 광고 플랫폼 및 서드파티 데이터와의 통합을 통해 마케팅 및 사용자 행동 분석에 강점을 보인다.
플랫폼은 이벤트 분석, 유지 분석, 퍼널 분석, 속성 분석, 어트리뷰션 분석 등의 다양한 분석 기능을 제공하며, 이를 통해 수집된 데이터에 대한 면밀한 다차원 교차 분석을 가능하게 한다. 또한, 사용자가 정의할 수 있는 유연한 데이터 대시보드와 다중 시간대 관리 기능을 통해 글로벌 운영에 적합한 안전하고 신뢰할 수 있는 데이터 분석 환경을 제공한다.
플랫폼은 사용자의 다양한 요구에 맞춘 유연하게 정의 가능한 데이터 대시보드와 다중 시간대 관리 시스템을 제공하며, 프라이빗(사내), SaaS 클라우드, 전 세계 배포 지원을 통해 글로벌 운영 환경에서 안전하고 신뢰할 수 있는 데이터 분석 플랫폼을 구축할 수 있다. 

## 제품 기능
- 다양한 데이터 통합
  - 고객단(클라이언트), 서버, 히스토리 로그 데이터를 수집하고, 다양한 플랫폼의 데이터를 통합하여 전체 사용자 데이터 경로를 연결할 수 있다.

- 다양한 데이터 분석 모델
  - 9가지 데이터 분석 모델을 제공하여 사용자의 핵심 행동을 정확히 파악하고, 이를 기반으로 운영 팀이 다양한 문제를 해결할 수 있도록 지원한다. 이 모델들은 사용자 행동의 거시적인 지표를 해석하여 실질적인 운영 통찰력을 제공한다.

- 사용자 태그, 코호트 기능
  - 사용자 태그 및 코호트 기능을 통해 유사한 행동 선호를 가진 사용자 그룹을 신속하게 정의하고, 세밀한 운영을 위한 명확한 사용자 세그먼트를 제공한다. 이를 통해 더 효과적인 타게팅과 개인화된 사용자 경험이 가능해진다.

- 세밀한 운영 능력
  - 시스템은 사용자 선정, 활동 생성, 접근 방식, 효과 평가 및 위험 관리를 포함한 일체화된 세밀한 운영 솔루션을 제공한다. 이 기능은 운영 효율을 높이고 각 사용자에게 맞춤화된 경험을 제공하여 데이터의 비즈니스 영향을 최대화한다.

- 빅데이터 플랫폼 구축
  - 유연하고 개방된 시스템 아키텍처를 통해 데이터의 독립적인 2차 개발을 지원한다. 이를 통해 기업은 다운스트림 기계 학습, 시스템 조회, 및 데이터 시각화 요구를 충족시키며 자체적으로 효과적인 데이터 관리와 분석 환경을 구축할 수 있다.